# The Number of the Beast (DVD)
Pour les articles homonymes, voir The Number of the Beast (homonymie).
The Number of the Beast est un DVD du groupe de heavy metal britannique Iron Maiden de 80 minutes, sorti en 2001. Il retrace l'histoire de l'enregistrement de l'album The Number of the Beast, sorti en 1982 et l'un des albums mythiques de la Vierge de fer.
On peut y voir des performances sur scène ou en studio autant que des interviews exclusives de tous les protagonistes de l'album. Y figure la première rencontre depuis des années avec le batteur du groupe en 1982, Clive Burr. On y découvre aussi le manager Rod Smallwood ou le batteur Nicko McBrain, alors membre du groupe Trust qui jouait en première partie du groupe sur la tournée Beast on the Road. Et Adrian Smith qui interprète à la guitare acoustique deux morceaux phares de l'album.

## Liste des morceaux
1. The Number of the Beast
2. 22, Acacia Avenue
3. The Prisoner
4. Run to the Hills
5. Children of the Damned
6. Hallowed Be Thy Name

Bonus:
1. Adrian Smith and Dave Murray Twin Guitars
2. Beast Stories
3. Reading Festival
4. Nicknames
5. Rod Smallwood
6. Children of the Damned (Adrian Smith)
7. The Number of the Beast (Adrian Smith)
8. A Message from Clive Burr
9. Hallowed Be Thy Name (Rock in Rio live, 2001)